# Виньеро дю Плесси-Ришельё, Эммануэль Арман де
Эммануэль Арма́н де Виньеро́ дю Плесси́-Ришельё, герцог герцог д'Эгийон (д'Эгильон, Эгюйон) (фр. Emmanuel Armand de Vignerot du Plessis-Richelieu, duc d'Aiguillon; 31 июля 1720[…], Париж — 1 сентября 1788[…], Париж) — французский военачальник и политический деятель; министр иностранных дел на протяжении 3-х лет; военный министр конца правления Людовика XV, правитель областей Эльзас и Бретань; потерял свою значимость при Людовике XVI.
Отец революционера Армана д’Эгийона (1761—1800).

## Биография
До смерти своего отца носил титул графа д’Аженуа (d’Agénois). Был принят ко двору с ранней молодости и во время войны за австрийское наследство обратил на себя внимание фаворитки Людовика XV, герцогини де Шатору.
Военная карьера
Король из ревности отправил его в армию, действовавшую под начальством принца Конти в Савойе. Эммануэль участвовал в нескольких битвах и выказал такую блестящую храбрость, что верховный совет Генуи постановил вписать имя его и его отца в золотую книгу местного дворянства.
Губернатор Эльзаса и Бретани
По окончании войны вернулся ко двору и был назначен губернатором Эльзаса, затем губернатором Бретани. Его придирчивость и стремление к полновластию восстановили против него бретонские штаты и реннский парламент. Его обвиняли, что во время высадки англичан в Бретани он спрятался на мельнице, в то время как его подчиненные старались отразить врагов. Главный прокурор Ла-Шалотэ написал известную эпиграмму, где говорил, что губернатор покрыт не славой, а мукой. Так как защита Бретани в самом деле была организована очень плохо и Эммануэлю не удалась порученная ему экспедиция в Шотландию, то он совершенно потерял свою прежнюю военную славу. Тем не менее, он начал борьбу со старыми бретонскими вольностями.
Сначала он обеспечил за собой большинство в штатах, но, когда в 1762 году права последних были ограничены постановлением королевского совета, штаты соединились с парламентом против Эммануэля и сделали королю в 1764 году докладную, обвинявшую его в лихоимстве и вероломстве. Хотя за Бретань стоял Шуазёль, Эммануэлю удалось склонить на свою сторону короля. Главный его противник, Ла-Шалотэ, был арестован, а парижскому парламенту, вступившемуся за своих бретонских собратьев, король категорически запретил заниматься тем, что произошло в Бретани.
Впрочем, Эммануэль счёл лучшим оставить своё место и вернуться ко двору. Считая главным виновником своей неудачи Шуазёля, который считался сторонником парламентов (судов), Эммануэль постарался приобрести милость всесильной фаворитки короля мадам Дюбарри и вместе с канцлером Мопу стал подкапываться под Шуазёля.
Между тем в парижском парламенте, так как Эммануэль, как пэр Франции, был только ему подсуден, начался процесс. Король предписал парламенту считать Эммануэля свободным от всякого обвинения. Парламент не повиновался, объявил последнего лишённым прав и привилегий пэра, пока он не очистится от подозрений, позорящих его честь, и протестовал против стремления правительства «низвергнуть старое государственное устройство и лишить законы их равной для всех силы».
Триумвират
Тогда Мопу решился на крайние меры. Он добился отставки Шуазёля, уничтожил парламенты и заменил их новыми судами. В том же 1771 г. Эммануэль был назначен министром иностранных дел, и таким образом возник печальной памяти триумвират — герцог Эгийон (Эгильон), Мопу и Террэ.
В области внешней политики деятельность герцога тоже была неудачна. В обществе говорили, что он даже ничего не знал о приготовлениях к первому разделу Польши. По отношению к Испании он возобновил фамильный договор. Продолжал начатые в Риме переговоры об уничтожении ордена иезуитов, хотя втайне был его сторонником. Приписывал себе успех государственного переворота, произведённого в 1772 году в Швеции Густавом III при содействии Франции; но на самом деле инструкции французскому посланнику в Швеции Верженну были даны ещё до вступления герцога в министерство.
Конец политической карьеры
С Мопу герцог скоро рассорился и стал против него интриговать. По вступлении на престол Людовика XVI старался удержаться у власти, опираясь на своего дядю, министра Морепа; но он восстановил против себя королеву Марию-Антуанетту, которая и добилась его отставки. После этого потерял всякое влияние и последние годы жизни провёл за составлением своих мемуаров.